# 煤炭山
煤炭山是马来西亚雪蘭莪州鹅唛县的小镇，距离吉隆坡市区50（31英里），可通过万挠路或依约路抵达。该镇于1913年开埠，1915年英国煤矿公司开始运作，殖民时期因煤矿产业繁荣一度成为州内第二大城镇。首批矿工多来自纳闽煤矿场的华裔客家人，以及中国南下的移民，因此华人可说是当地的开拓先锋。
煤矿资源于1908年在当地被发现，当时英国殖民政府探明该地区存在具备商业开采价值的大型煤矿层，可供给铁路系统燃料需求。随着英国启动采矿作业，煤炭山作为矿业城镇正式形成。1915年，连接煤炭山与轰埠的铁路系统建成，将煤炭输送至全国。随着产量与需求增长，往返吉隆坡的铁路班次逐步增加。第一次世界大战期间因煤炭进口减少，当地煤矿需求激增，主要客户包含铁路公司、发电站、锡矿场、疏浚设备运营商及终端用户。
第二次世界大战期间，1942年日军逼近煤炭山前夕，英国当局中止采矿作业并摧毁发电站与主要变电站。日占时期，日军修复受损设备并增聘人员采煤，但其仅注重露天开采的方式对矿场造成破坏性影响。1945年日本投降后，马来亚煤矿公司虽恢复采矿，却面临日军不当开采方式遗留问题、新设备交付延迟、罷工事件、火灾水患、成本攀升、煤价上涨以及石油竞争等多重困境，最终导致矿场于1960年1月30日永久关闭。
矿场关闭后，大量矿工与从业人员迁离，众多建筑沦为废墟，矿坑积水成湖，土地面临侵蚀，轰埠延伸而来的铁路线亦遭拆除，煤炭山铁路运输至此终结。尽管如此，部分居民仍留居当地，商铺与公共设施持续运作。2011年10月16日，该镇在百年建城庆典上获颁遗产城镇地位，旨在提升居民经济前景并打造为雪兰莪重要旅游目的地。

## 历史

### 英属马来亚时期
1908年，乌鲁雪兰莪萬撓附近寻锡的马来人哈芝阿都哈迪首次在马来亚发现煤矿。矿样经新古毛矿务督察转交马来联邦地质调查局后，当局派遣地质学家确认该处蕴藏大量煤矿。马来联邦铁路（FMSR）因应锡矿开采需求，决定开放私营企业参与煤矿开发。多家公司参与采矿权竞标，最终由万挠马来联邦煤矿联合有限公司（Rawang Federated Malay States Coal Syndicate Ltd）获得开采权。该公司使用金刚石钻头与手摇钻孔工具进行初期开采，两年后因商业价值不足转售采矿权予约翰·阿奇博尔德·罗素（John Archibald Russell）。罗素即后来开辟金马仑高原宝乐茶园的企业家，其初期资金源自富商A.D. Allen、胡子春、陆佑、陈齐贤等入股支持。1913年全球天然橡胶价格下跌导致投资者转向，罗素遂于1914年6月20日联合合伙人成立马来亚煤矿有限公司，注册资本150万元（其中50万为运营资金），预估矿区储煤量1000万至2000万吨，年需求量约20万吨。
中文地名演变方面，马来文Batu Arang中“batu”兼具“石”与“山”之意，“arang”为煤，故中文译作“煤炭山”或简称“炭山”。音译版本包括1935年刘焕然《英属马来亚概览》所记“马刀亚冷”、1939年文献中的“峇株亚兰”等。尽管名称含“山”，实际并无独立山体冠此名。相较马来亚其他煤矿如霹雳宁罗（Enggor）、玻璃市Bukit Arang等，煤炭山的产量与质量均居首位，因而也被誉为“煤都”。
该公司租赁9,000英畝（3,600公頃）矿区，其中2,000英畝（810公頃）用于地面设施与矿工住宅。采矿机械自英美进口，矿区聚落依马来语"石炭"之意命名为"Batu Arang"。矿工主要来自沙巴纳闽的熟练煤炭工人，后吸引万挠、双文丹等地劳工涌入。华人社群以惠州客家人为主，客家话至今通行，罗素本人亦通晓该方言。1915年建成轰埠至煤炭山的7英里（11）铁路支线，耗资百万元。马来联邦铁路向矿场出售调车机车，矿方则承担车站至矿井口侧线建设费用。初期每日仅一班列车往返吉隆坡，随产量提升逐步增加班次。矿方另修建连接主干道的公路，初期以牛车（之前用于送煤炭给当地客户）运输设备与煤炭至矿区。

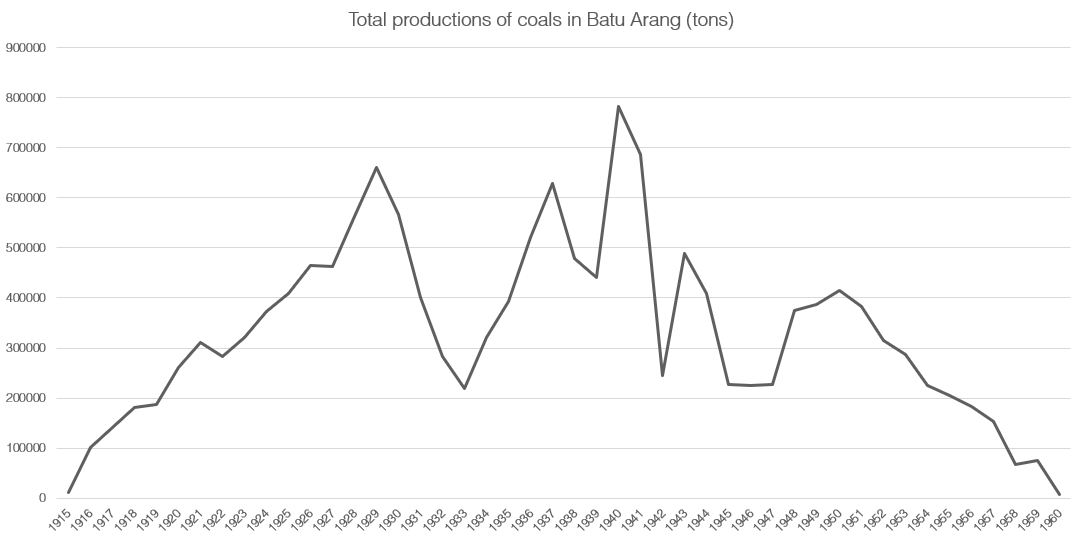
煤炭山1915年至1960年关闭期间的煤炭总产量

鼎盛时期（二战前）当地人口逾3万，其中万余人直接受雇于煤矿公司。矿工曾发动五次大规模工潮，参与人数常达数千，并联动新街场等地锡矿罢工。初期日均产量仅60吨，主要供矿区自用。1916年起供应马来亚两大欧资锡矿场，站场售价每吨5元。第一次世界大战期间进口煤中断，需求激增促使矿方增建侧线。至1939年，矿方运营17英里（27）铁路支线运输煤炭，主要客户包含铁路系统（1937年450吨）、發電廠、锡矿疏浚设备（700吨）、霹雳河水电公司（500吨）、孟沙发电厂（200吨）及终端用户（150吨）。煤炭山通过引进电力与先进采锡技术，推动马来亚经济现代化。1940年产量达峰值781,509吨，创历史纪录。

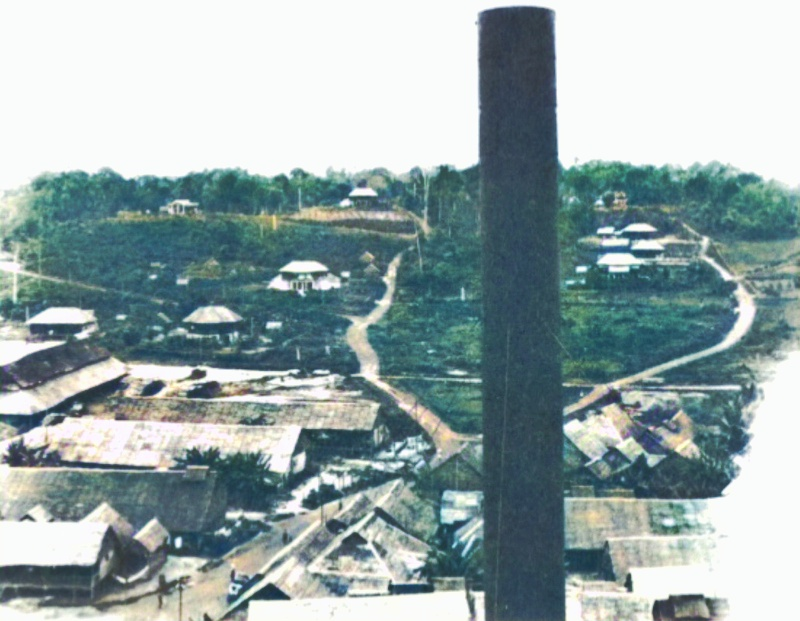
1924年煤炭山全景
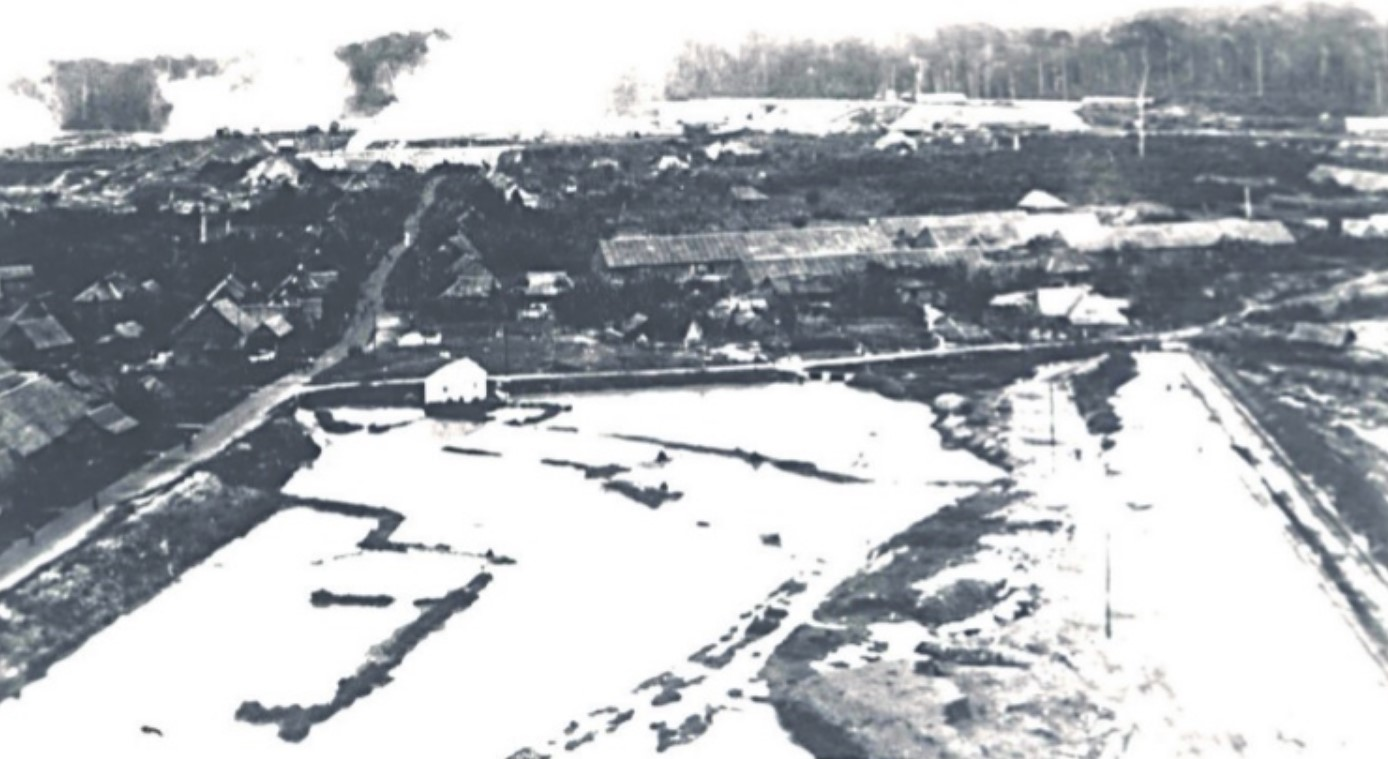
1933年煤炭山小镇景观
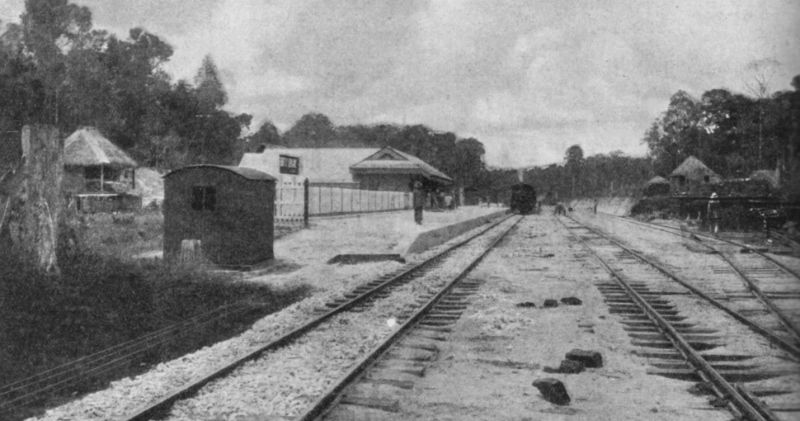
1918年前后的煤炭山火车站（铁路线于1971年拆除）

### 二战与衰退期

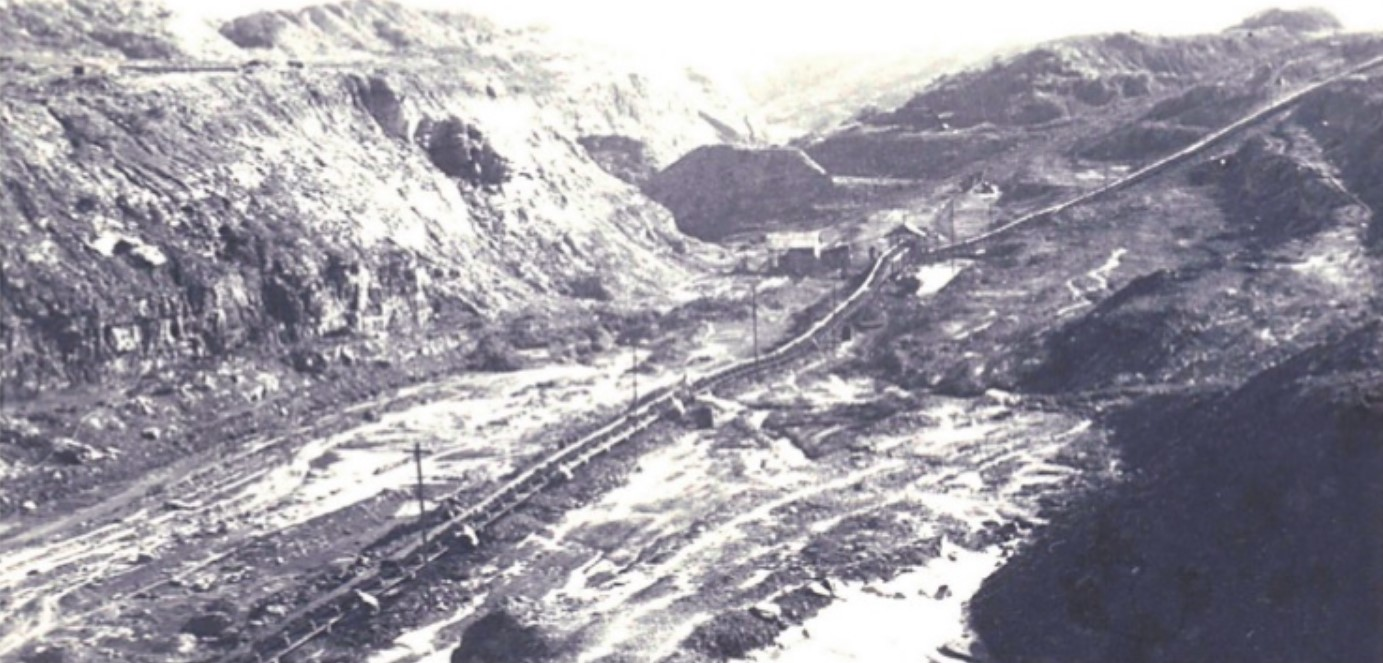
1949年煤炭山露天矿场

第二次世界大战期间，殖民官员于1942年1月5日建议矿场撤离煤炭山，采矿设备停止运转，可移动物资通过铁路移交军方与马来联邦铁路运往英属新加坡。军方随后使用炸药摧毁发电站及其主要变电站。母公司罗素公司在吉隆坡维持运作至1942年1月9日，后携带档案撤至新加坡设立临时办事处。新加坡戰役爆发后，该公司试图将所有记录与设备转移至澳大利亚并设立分部，但运输船只途中沉没。日占时期，日军雇用大量人力修复煤炭山设备并恢复采矿，借此维持锡矿运营与铁路系统，持续出口马来亚矿产资源。与先前企业平衡露天开采与地下开采不同，日军仅进行地表采矿，导致后续开采成本高昂。截至投降前，日军共开采1,369,834吨煤炭。
1945年9月11日，英国军事管制局在印度军队协助下接管马来亚煤矿有限公司资产。马来亚联邦政府自1946年4月1日至6月30日期间暂时托管该公司，后归还资产时企业已面临多重运营困境。1946年11月与1947年1月爆发的罷工事件，促使马来亚政府依据紧急法令接管公司。新设备运输延误、日军低效采矿方式遗留问题，加之矿场火灾与水患频发，严重阻碍生产恢复。1946年煤价每吨12.50元，至1959年飙升至35.00元，客户纷纷转向石油燃料。1954年马来亚政府委托鲍威尔达夫林技术服务公司（Powell Duffryn Technical Services Limited）评估煤矿前景，结论指出高成本与石油竞争使采矿不可行。1960年1月30日，煤炭山矿场永久关闭。至此该矿累计产量超过14,000,000吨。

### 马来亚紧急状态
馬來亞緊急狀態期间，马来亚共产党曾一度占领煤炭山镇，该地因此成为主要冲突区。也因矿工抗争传统与左翼组织活跃，煤炭山被喻为“小延安”。由于该镇被用作共产党武装分子的作战基地，加之周边丘陵与山谷地形便于隐蔽游击，英国殖民政府于1960年前持续将此处列为「黑区」——受到更严格的军事管制，而山林地形确实为马共武装分子提供了天然屏障，使其得以快速发动突袭后撤回隐蔽据点。
1948年7月12日凌晨，马共武装部队对煤炭山煤矿发动突袭并控制矿区长达一小时。他们在炸毁关键采矿设备、杀害五名华裔矿工后撤离现场。此次精准打击不仅造成矿区瘫痪，更标志着紧急状态初期冲突的全面升级——当时殖民政府面临兵力不足的困境，既难以有效维持治安，也无力组织大规模反共清剿行动。
8天后，20名涉嫌参与袭击者被逮捕；7月30日，安全部队在森林突击行动中击毙22名马共成员并拘捕47人。随着局势恶化，马共武装分子于1949年1月25日策划煤炭山火车脱轨事件，同年7月20日更引发政府军首次动用空军实施针对性轰炸。殖民当局悬赏2000元通缉该袭击事件主谋钟海峰（译音，Chong Hoy Fong），最终此人于1950年1月16日遭蘇格蘭衛隊击毙。1950年4月27日，警方在突袭某印度会所时查获大量马共宣传品，包括旗帜、印有党徽的帽子、领导人肖像及文件资料。此次查抄行动最终导致25间被指涉共的商铺于1952年1月25日遭紧急法令勒令停业。

### 当代发展

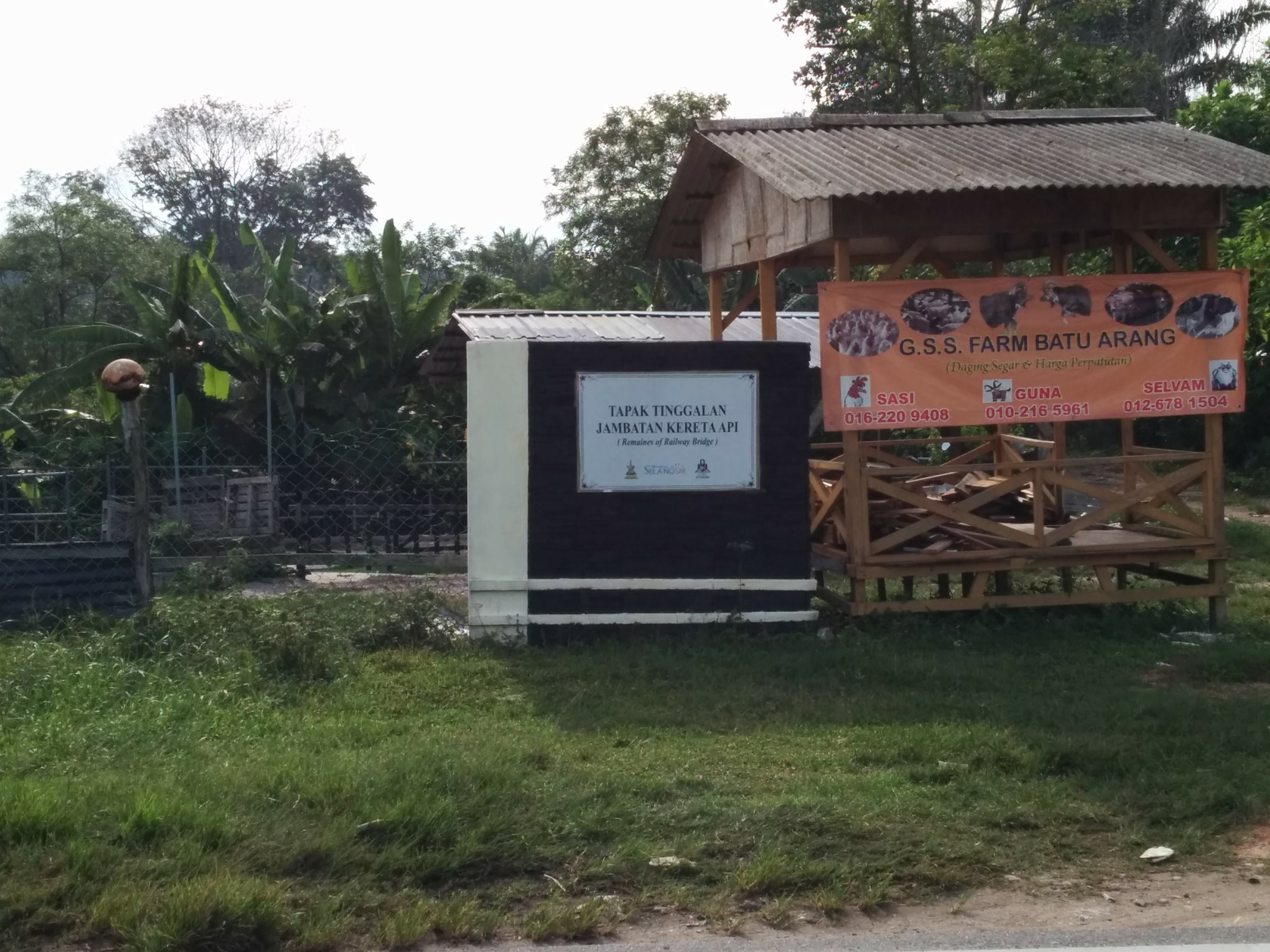
1971年铁路桥拆除后遗留的纪念牌

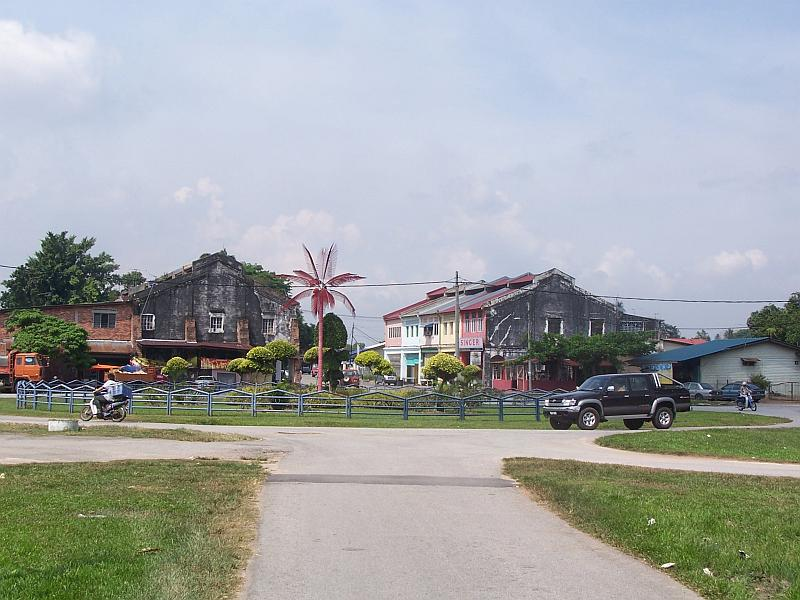
2007年5月的煤炭山镇景

随着煤矿关闭，大量矿工迁离导致煤炭山镇建筑群逐渐荒废。原以煤矿公司土地为核心的老街场保留约20间店铺，二战后新增60间板屋形成新街场。部分危楼因地基塌陷或建于废弃矿坑上方，被列入待拆名单。露天矿场积水区因地下水位变化持续遭受侵蚀，尽管多数矿业遗迹已消失，仍可见部分工业建筑残留——甚至有烟囱内长出树木的奇观。 1990年代因地底采空区导致多次地陷，专家曾预警“陆沉”风险，雪州政府建议迁至根登，但居民拒绝迁离。后因附近洋灰厂停止抽取地下水，地陷问题缓解。1971年轰埠至煤炭山的铁轨拆除后，也代表当地的铁路运输正式终止。目前镇内仍保留傳統市場、餐饮商铺等民生设施，居民结构呈现多元族群特色，主要由华人、马来人及印度人组成。
2011年9月18日发生的煤层自燃事件中，有居民发现宅后土地持续升温两周后冒出浓烟。 火势虽被扑灭，但该家庭被迫迁离，该区域也被列为永久禁居地。
2011年适逢煤炭山建镇百年，当地居民以邻近城镇如万挠公主城与哥打布特里迅速发展，导致煤炭山发展滞后为由，向政府申请文化遗产地位。民众同时呼吁保存镇内历史建筑群以发展旅游业，具体建议包括修复警局、砖厂、矿井及民众会堂等设施，并提议将废弃矿坑改造为钓鱼场或水上活动区。现存文化遗产包括1920年成立的集群华文学校，鼎盛时期学生达1700人，现仅余约200名学生，且过半为非华裔。2011年10月16日镇庆嘉年华期间，雪兰莪州务大臣卡立依布拉欣正式授予遗产地位，旨在提升居民经济收益与旅游吸引力。 但据星洲日報后续报道，因地方人文建设不足与地图公司技术支持缺失，加之卡立转战巴生港口选区参选2013年马来西亚大选，当地旅游业发展进度受阻。
占地0.6公頃（1.5英畝）的基督教墓园自2011年起频现非法安葬事件，主要涉及未持死亡證的越南人、泰国人与高棉人移民夜间偷葬。墓园管理方多次报警强调该处仅限本地居民使用。 鹅唛县官员拿督诺希山证实每场非法葬礼收费5000令吉，并承诺将展开调查。 当局最终于2014年9月25日立法规定外籍人士安葬前须向煤炭山警局申请许可。
2018年4月9日，某私营地主拆除已荒废多年、树根盘绕的百年砖厂烟囱。该地主收购土地后计划拆除包含烟囱的整座砖厂建筑，引发马华公会煤炭山支部介入叫停。调查显示因前业主未与州政府签署保护协议，该遗址未获遗产认证。地主以安全顾虑为由坚持拆除，并承诺将重建仿制烟囱。现任万挠州议员蔡伟杰也向雪州政府申请将煤炭山纳入新村体系以获取资助。镇内火柴厂、砖瓦厂等工业遗迹已消失，仅存快乐茶室收藏刻有“Batu Arang”字样的历史砖瓦。

### 日军藏宝传说
1957年5月7日，路透社转发日本《中部日本新闻》的一则报道：前日军伍长山田与三郎声称，1945年8月8日深夜，他奉命率领小队，在煤炭山南侧废弃的“第10号窿”煤矿隧道内埋藏了大量战利品，包括75公斤金块（约165磅）、六箱白银及两箱金银珠宝。据称，这批财宝是“马来亚之虎”山下奉文在东南亚搜刮所得，埋藏行动由当时日军驻马来亚最高指挥部直接下令。
关于藏宝位置的细节，山田描述第10号窿位于煤炭山老街以南约5公里处，毗邻三菱集团运营的Caledonian胶园（现属吉隆坡甲洞集团油棕种植区）。隧道入口隐蔽于丛林中，内部设有多处陷阱与标记。埋藏完成后，日军委托当地一名华裔头目看守，并威胁若泄密将处决其全家。
消息公布后，日本外务省于1957年5月10日宣称无官方记录支持该说法，但民间寻宝者仍蜂拥而至。煤炭山居民指认可能的知情人——日据时期某日军军官的华裔情妇，引发多方跟踪探听。马来亚煤矿公司总经理沃明顿公开警告：第10号窿自1945年起被地下水淹没达600英尺，且该处实为日军处决反日分子的刑场，“挖掘只会找到无数华人骸骨”。
1960年煤矿关闭后，日本作家松本清张在《马来战记》中引用退役军官证词，指山下奉文宝藏说系山田为炒作餐馆生意编造。然而，1992年马来西亚国家档案馆解密文件显示，英军1945年10月曾在煤炭山截获日军地下仓库图纸，标注多个未明用途的密室，但勘探因塌方风险中止。2006年，《开拓者的足迹：煤炭山罗带》一书出版时，主编罗振辉表示曾发现疑似日文标记的金属箱残片，但未进行科学鉴定。
目前，第10号窿所在区域已成为油棕园与住宅区，地表无任何遗迹标识。2018年，当地文史团体立牌标注“Caledonian历史遗址”，但未提及藏宝传说。快乐茶室收藏有刻着“三菱・1943”字样的矿井支撑架残件，成为少数可见的实物证据。

## 地理

### 气候

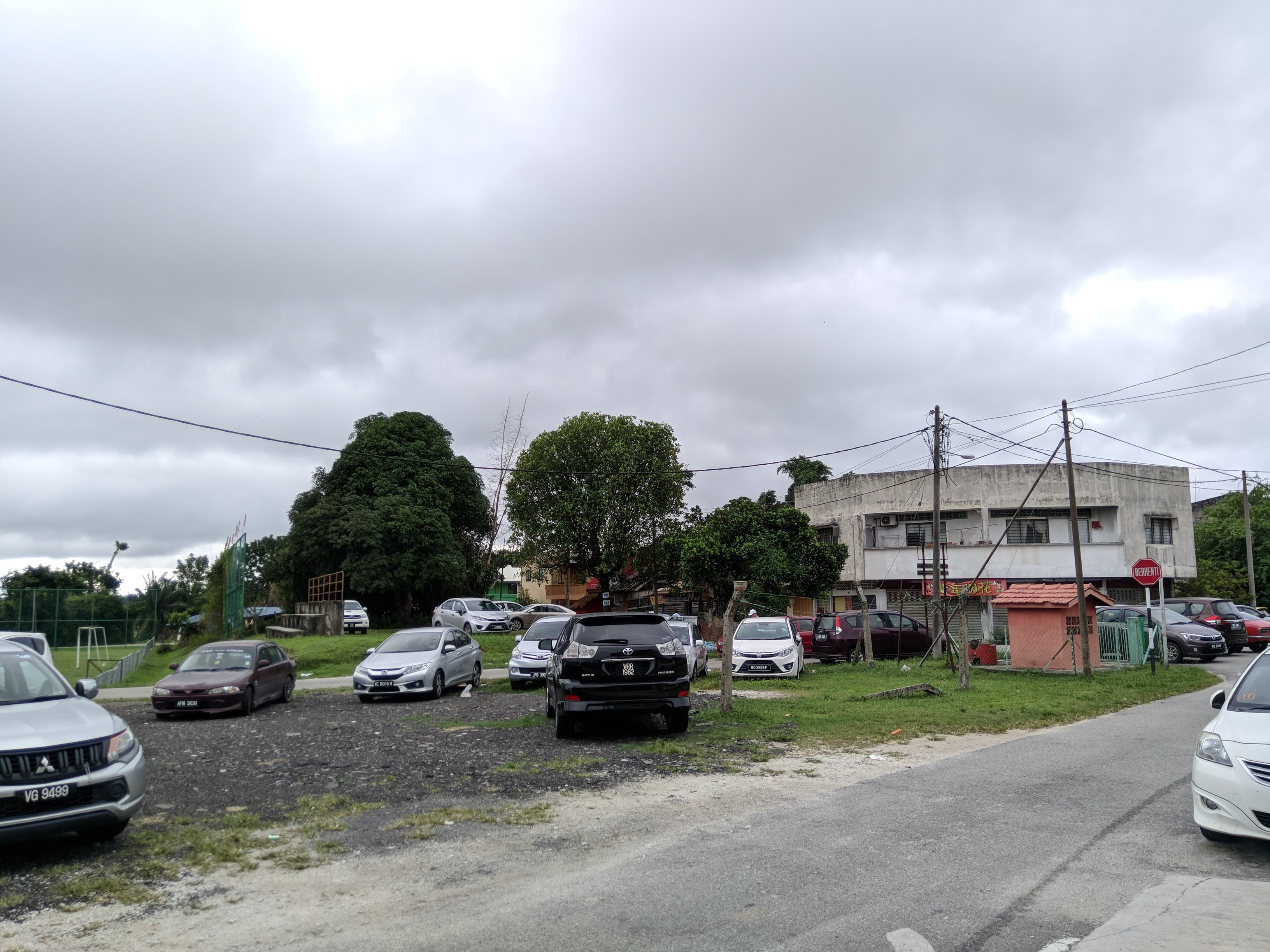
煤炭山云层景观

煤炭山属热带气候，根据柯本气候分类法归类为Af型。年均温27.1 °C（80.8 °F），年降水量达2,549（100.4英寸）。最干旱的7月平均降水126（5.0英寸），而雨量最丰的11月可达301（11.9英寸），旱雨季降水量差达175（6.9英寸）。5月为最热月份均温27.7 °C（81.9 °F），1月则以26.5 °C（79.7 °F）成为最凉爽月份。
| 煤炭山                  | 煤炭山      | 煤炭山      | 煤炭山      | 煤炭山      | 煤炭山      | 煤炭山      | 煤炭山      | 煤炭山      | 煤炭山      | 煤炭山      | 煤炭山      | 煤炭山      | 煤炭山        |
| 月份                    | 1月         | 2月         | 3月         | 4月         | 5月         | 6月         | 7月         | 8月         | 9月         | 10月        | 11月        | 12月        | 全年          |
| ----------------------- | ----------- | ----------- | ----------- | ----------- | ----------- | ----------- | ----------- | ----------- | ----------- | ----------- | ----------- | ----------- | ------------- |
| 平均高温 °C（°F）       | 31.5 (88.7) | 32.2 (90.0) | 32.7 (90.9) | 32.5 (90.5) | 32.5 (90.5) | 32.4 (90.3) | 32.2 (90.0) | 32.1 (89.8) | 31.7 (89.1) | 31.7 (89.1) | 31.2 (88.2) | 31.3 (88.3) | 32.0 (89.6)   |
| 日均气温 °C（°F）       | 26.5 (79.7) | 27.1 (80.8) | 27.4 (81.3) | 27.6 (81.7) | 27.7 (81.9) | 27.6 (81.7) | 27.3 (81.1) | 27.2 (81.0) | 27 (81)     | 27 (81)     | 26.7 (80.1) | 26.6 (79.9) | 27.1 (80.9)   |
| 平均低温 °C（°F）       | 21.6 (70.9) | 22.1 (71.8) | 22.1 (71.8) | 22.7 (72.9) | 22.9 (73.2) | 22.8 (73.0) | 22.4 (72.3) | 22.3 (72.1) | 22.3 (72.1) | 22.4 (72.3) | 22.3 (72.1) | 21.9 (71.4) | 22.3 (72.2)   |
| 平均降水量 mm（）       | 186 (7.3)   | 158 (6.2)   | 252 (9.9)   | 257 (10.1)  | 217 (8.5)   | 128 (5.0)   | 126 (5.0)   | 167 (6.6)   | 218 (8.6)   | 290 (11.4)  | 301 (11.9)  | 249 (9.8)   | 2,549 (100.3) |
| 平均相對濕度（％）      | 80          | 78          | 80          | 82          | 80          | 79          | 79          | 79          | 80          | 82          | 84          | 83          | 81            |
| 来源1：climate-data.org |             |             |             |             |             |             |             |             |             |             |             |             |               |
| 来源2：timeanddate.com  |             |             |             |             |             |             |             |             |             |             |             |             |               |

### 环境课题
2004年1月15日揭发非法倾倒含有毒廢物事件，查获建筑用油漆、黏合剂等化学物质，相关单位遭起诉。 四年后再度发生环境事件，承包商将蒲種污水处理厂废料运至煤炭山棕櫚油园非法堆放，计划风干作肥料，恶臭严重影响居民生活。
2010年起镇内多处频发水患，环岛路段逢雨必淹导致学校、警消单位交通中断，主因排水系统老化失修。2019年民众投诉激增后，当局于2020年2月至4月期间完成新排水系统工程。

## 交通

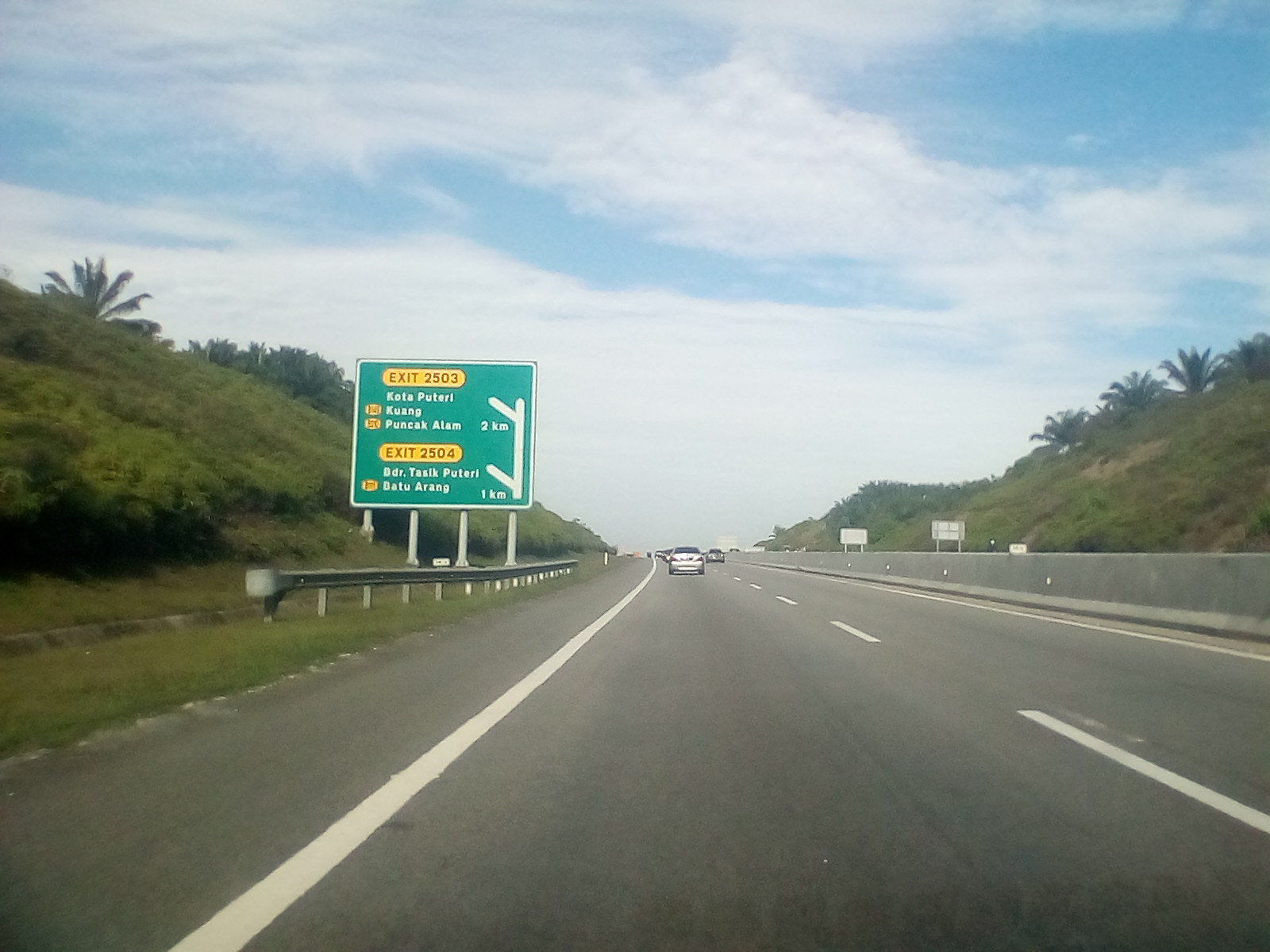
高速公路互通立交

煤炭山通过多条道路连接萬撓、根登及万挠公主城等区域。 铁路运输服务已于1971年终止。 2019年，士拉央市议会开辟雪兰莪精明免费巴士MPS3路线，总长31.3（19.4英里），从煤炭山国小直达双溪毛糯站。 当地盛行自行車作为日常通勤工具，镇上老字号脚车店也持续营运，吸引自行车旅行爱好者慕名前来。

## 医疗保健
政府于1970年在煤炭山设立公立健康诊所。 2019年6月新增MPS3路线后，居民可乘免费巴士至根登与双溪毛糯医疗机构就诊。镇上设有Welcome Community Home戒毒暨艾滋病康复中心，该机构1997年创立于吉隆坡，1998年迁至废弃养鸡场旧址，截至2006年累计收容600人。 另有孤兒院收容因社會污名遭拒入学、无法开设银行账户的HIV/AIDS儿童，导致其无法获得银行服务、身份证明而成为無國籍的失業群体。

## 体育活动

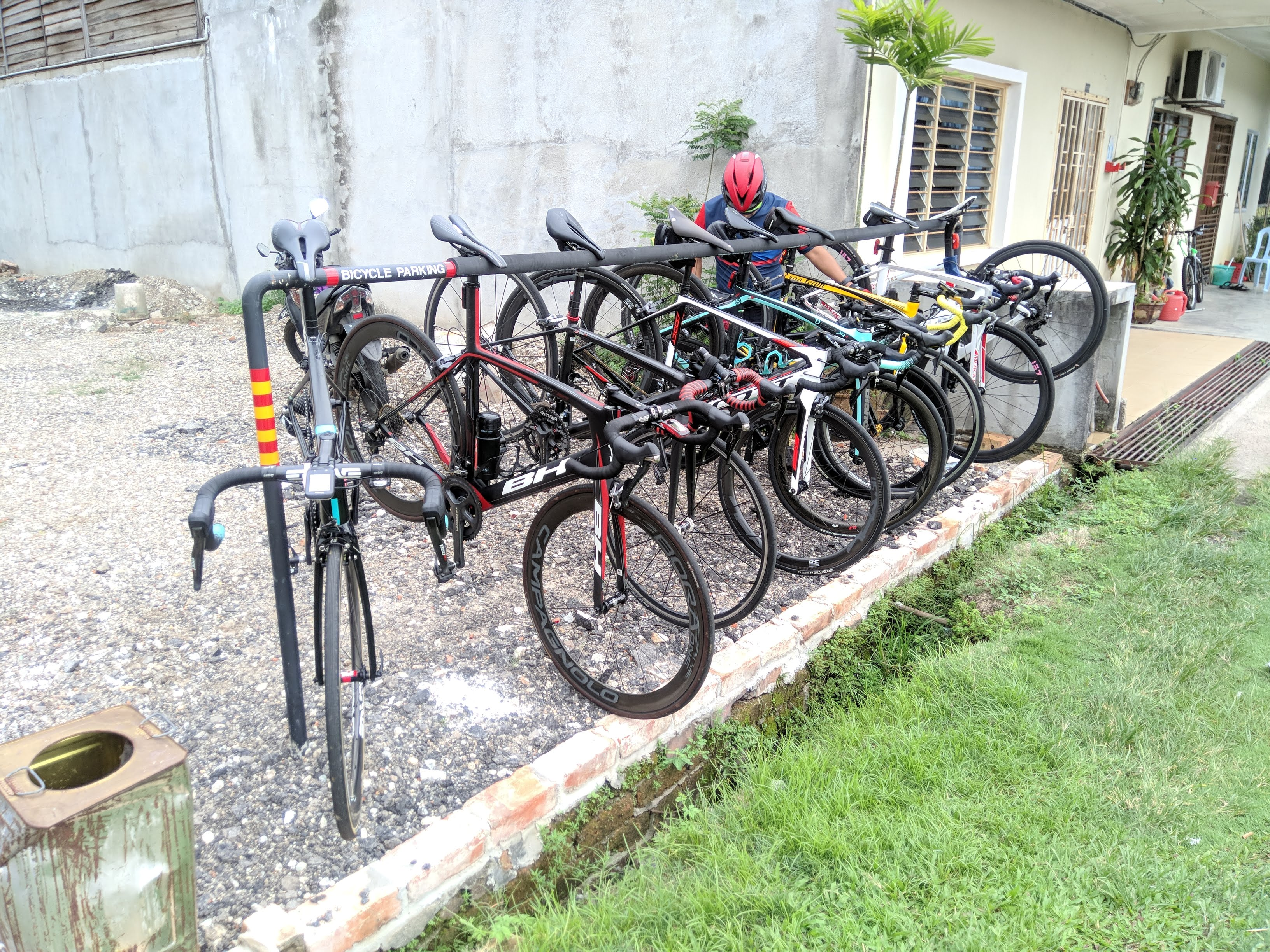
餐厅外的公路自行车停放区

建镇初期设有两座体育设施：亚裔专用的亚洲体育俱乐部含羽毛球场、足球与板球场地，1960年代改建为马华公会会所，唯足球场与邻近篮球场沿用至今；欧裔专用的欧洲俱乐部则提供撞球、乒乓球、网球、舞蹈及游泳设施，1970年代关闭后建筑改为民宅。
现今煤炭山以骑车活动闻名，其低车流量、清新空气与友善社区吸引莎阿南、瓜拉雪兰莪、依约及萬撓骑士，曾承办浮罗交怡长途脚车赛与环马来西亚等國際自行車聯盟赛事。居民也自办山径越野跑活动，2017年Deuter国际越野跑吸引3000选手，另有马术与马来武术练习者。

## 影视拍摄
多部贺岁片取景煤炭山，2018年电影《一家親親過好年》于2017年3月在当地拍摄13天；2019年拍摄的《作战啦！茶室总动员》2020年上映后，场景遗留的红灯笼成为地标。

## 进一步阅读
- Kaur, A. ,1990. Hewers and Haulers: A History of Coal Miners and Coal Mining in Malaya. Modern Asian Studies, 24(1), 75–113.